# Charles Spaak
Charles Spaak (* 25. Mai 1903 in Brüssel; † 4. März 1975 in Nizza) war ein belgischer Drehbuchautor, der auch bei einem Film als Regisseur aktiv war.

## Leben
Spaaks Vater ist der Poet Paul Spaak, seine Mutter Marie Janson ist eine Tochter von Paul Janson und eine Schwester des einstigen belgischen Premierministers Paul-Émile Janson. Charles Spaak ist ein Bruder von Paul-Henri Spaak und ein Schwager von Suzanne Spaak.
Spaak wuchs in einer wohlhabenden bildungsbürgerlichen Familie in Brüssel auf und zog 1928 nach Frankreich. Dort wurde er als Privatsekretär von seinem Landsmann Jacques Feyder engagiert. Der bot ihm eine Beteiligung an der Verfilmung des Stückes von Robert Flers, Les nouveaux messieurs, an. Spaak war neben Jacques Prévert der einflussreichste Drehbuchautor des Poetischen Realismus im französischen Film der 1930er Jahre.
Spaak war mit Claude Marcy verheiratet, ihre gemeinsamen Kinder sind die Schauspielerinnen Catherine und Agnès Spaak. 
Im November 1943 wurde er in Paris von der Gestapo verhaftet, weil er sich an Aktivitäten der sogenannten „Roten Kapelle“ beteiligt hatte.

## Filmografie

### Drehbücher
- 1928: Conte Cruel – Regie: Gaston Modot
- 1929: Die neuen Herren (Les Nouveaux messieurs)
- 1930: Die kleine Lise (La Petite Lise) – Regie: Jean Grémillon
- 1931: Dainaj la Métisse – Regie: Jean Grémillon
- 1931: Un Coup de Téléphone – Regie: Georges Lacombe
- 1932: Pan! Pan! – Regie: Georges Lacombe
- 1932: Affaire classée – Regie: Charles Vanel
- 1932: Ce cochon de Morin – Regie: Georges Lacombe
- 1933: L’Abbé Constantin – Regie: Jean-Paul Paulin
- 1934: Die letzte Etappe (Le Grand Jeu)
- 1934: La Maison dans la Dune – Regie: Pierre Billon und Christian Matras
- 1935: Spiel in Monte Carlo (Pension Mimosas)
- 1935: Die klugen Frauen (La Kermesse héroïque)
- 1935: Die schönen Tage (Les Beaux Jours) – Regie: Marc Allégret
- 1935: Die Liebesgasse von Marokko (La Bandéra)
- 1935: Zwischen Abend und Morgen (Veille d’armes)
- 1936: Zünftige Bande (La Belle Équipe)
- 1936: Nachtasyl (Les Bas-fonds) (nur Dialoge)
- 1936: Der Mann des Tages (L’Homme du jour) – Regie: Julien Duvivier
- 1936: Les Loups entre eux – Regie: Léon Mathot
- 1936: La Porte du large – Regie: Marcel L’Herbier
- 1936: Le Secret de Polichinelle – Regie: André Berthomieu
- 1936: La Terre qui meurt – Regie: Jean Vallée
- 1937: Die große Illusion (La grande illusion)
- 1937: Der Herzensbrecher (Gueule d’amour) – Regie: Jean Grémillon
- 1937: Aloha, le chant des îles – Regie: Léon Mathot
- 1937: Der merkwürdige Monsieur Victor (L’Étrange Monsieur Victor) – Regie: Jean Grémillon
- 1937: Mollenard – Regie: Robert Siodmak
- 1937: Une femme sans importance – Regie: Jean Choux
- 1938: L’Entraîneuse – Regie: Albert Valentin
- 1938: Le Récif de corail – Regie: Maurice Gleize
- 1939: Le Dernier tournant – Regie: Pierre Chenal
- 1939: Lebensabend (La Fin du jour)
- 1939: La Piste du nord – Regie: Jacques Feyder
- 1939/41: Schleppkähne (Remorques)
- 1940: Untel Père et Fils – Regie: Julien Duvivier
- 1941: Der erste Ball (Premier bal) – Regie: Christian-Jaque
- 1942: A la belle frégate – Regie: Albert Valentin
- 1943: L’Escalier sans fin – Regie: Georges Lacombe
- 1943: Sprung in die Wolken (Le ciel est à vous) – Regie: Jean Grémillon
- 1944: Le Père Goriot – Regie: Robert Vernay
- 1945: Das Halsband der Königin (L’Affaire du collier de la Reine) – Regie: Marcel L’Herbier
- 1945: Jéricho – Regie: Henri Calef
- 1945: Schatten über ein Frauenherz (La Part de l’ombre) – Regie: Jean Delannoy
- 1947: Eternel conflit – Regie: Georges Lampin
- 1948: Von Mensch zu Mensch (D’homme à hommes) – Regie: Christian-Jaque
- 1948: Rückkehr ins Leben (Episoden Le Retour d'Antoine – Regie: Georges Lampin, Le Retour de René – Regie: Jean Dréville, Le Retour de tante Emma – Regie: André Cayatte)
- 1950: Der schwarze Jack (Black Jack) – Regie: Julien Duvivier
- 1950: Schwurgericht (Justice est faite)
- 1952: Liebenswerte Frauen? (Adorables Créatures) – Regie: Christian-Jaque
- 1952: Das Bankett der Schmuggler (Le Banquet des fraudeurs)
- 1952: Wir sind alle Mörder (Nous sommes tous des assassins)
- 1953: Vor der Sintflut (Avant le déluge)
- 1953: Die letzte Etappe (Le Grand jeu) – Regie: Robert Siodmak
- 1954: Der Skandal (La Spiaggia) – Regie: Alberto Lattuada
- 1955: Die schwarze Akte (Le Dossier noir)
- 1953: Thérèse Raquin – Du sollst nicht ehebrechen (Thérèse Raquin)
- 1955: Meine Lausejungs (Scuola elementare) – Regie: Alberto Lattuada
- 1956: Paris, Palace Hotel – Regie: Henri Verneuil
- 1956: Schuld und Sühne (Crime et châtiment) – Regie: Georges Lampin
- 1957: Kavaliere (Charmants Garçons) – Regie: Henri Decoin
- 1957: Killer lassen bitten (Quand la femme s’en mêle) – Regie: Yves Allégret
- 1958: Christine
- 1959: Katja, die ungekrönte Kaiserin (Katia)
- 1959: Normandie – Njemen (Normandie-Niemen) – Regie: Jean Dréville und Damir Viatich Berejnykh
- 1960: Im Banne der Ekstase (L’Extase)
- 1960: Die Französin und die Liebe (La Française et l’amour) (Episode: Le Divorce, Regie: Christian-Jaque)
- 1962: Das brennende Gericht (La Chambre ardente)
- 1962: Cartouche, der Bandit (Cartouche)
- 1962: Der Korporal in der Schlinge (Le Caporal épinglé)
- 1965: Diamantenbillard (Un milliard dans un billard)
- 1973: Die abgetrennte Hand (La Main à couper) – Regie: Étienne Périer

### Dialogautor
- 1932: Le Martyre de l’obèse – Regie: Pierre Chenal
- 1935: Kompanie der Verlorenen (La Bandera) – Regie: Julien Duvivier
- 1935: Les époux scandaleux – Regie: Georges Lacombe
- 1935: Sous la griffe – Regie: Christian-Jaque
- 1936: Les Bas-fonds – Regie: Jean Renoir
- 1936: Le Mioche – Regie: Léonide Moguy
- 1939: Irrlichter der Grenze (L’Empreinte du Dieu) – Regie: Léonide Moguy
- 1941: Mord am Weihnachtsabend (L’Assassinat du Père Noël) – Regie: Christian-Jaque
- 1941: La Maison des sept jeunes filles – Regie: Albert Valentin
- 1941: Péchés de jeunesse – Regie: Maurice Tourneur
- 1942: Le Comte de Monte-Cristo – Regie: Robert Vernay
- 1942: Le Lit à colonnes – Regie: Roland Tual
- 1943: Das leichte Leben (La Vie de plaisir) – Regie: Albert Valentin
- 1944: Les Caves du Majestic – Regie: Richard Pottier
- 1946: Der Idiot (L’Idiot) – Regie: 8Georges Lampin
- 1946: Les Chouans – Regie: Henri Calef
- 1946: Der ewige Gatte (L’Homme au chapeau rond) – Regie: Pierre Billon
- 1946: Panik (Panique) – Regie: Julien Duvivier
- 1946: Späte Rache (La Revanche de Roger la Honte) – Regie: André Cayatte

### Filmregisseur
- 1948: Das Geheimnis um Mr. Barton (Le Mystère Barton)

## Chansonautor
- 1931: Un coup de téléphone (für Georges Lacombe)
- 1936: Bas-fonds für Jean Renoir